# Mestre do Calvário de Wasservass
O Mestre do Calvário de Wasservass (em alemão - Meister des Wasservass'schen Kalvarienbergs) é o nome de um pintor ativo em Colônia entre 1415 e 1435. Ele é relativamente incomum na arte de Colônia de seu tempo, devido mais ao manuscrito iluminado burgúndio e a pintura holandesa antiga.
Ele é nomeado após uma pintura de 1420-1430 da crucificação com o brasão de armas da família Wasservass, em homenagem à casa Wasservass em Colônia. Provavelmente encomendada por Gerhard von Esch, a pintura está agora no Wallraf-Richartz-Museum de Colônia, mas estava originalmente na Igreja de St Kolumba naquela cidade. Nenhuma outra obra sobrevivente pode ser definitivamente atribuída a ele.